# 富川町
富川町（とみかわちょう）は愛知県名古屋市中川区にある町名。現行行政地名は富川町1丁目から富川町5丁目。住居表示未実施。

## 地理
名古屋市中川区の東部に位置し、東に二女子町、西に富船町、南に清川町、北に広川町と接する。

### 河川
- 中川運河

## 世帯数と人口
2019年（平成31年）1月1日現在の世帯数と人口は以下の通りである。
| 町丁   | 世帯数  | 人口  |
| ------ | ------- | ----- |
| 富川町 | 159世帯 | 384人 |

## 学区
市立小・中学校に通う場合、学校等は以下の通りとなる。また、公立高等学校に通う場合の学区は以下の通りとなる。
| 番・番地等 | 小学校               | 中学校               | 高等学校 |
| ---------- | -------------------- | -------------------- | -------- |
| 全域       | 名古屋市立八幡小学校 | 名古屋市立八幡中学校 | 尾張学区 |

## 施設

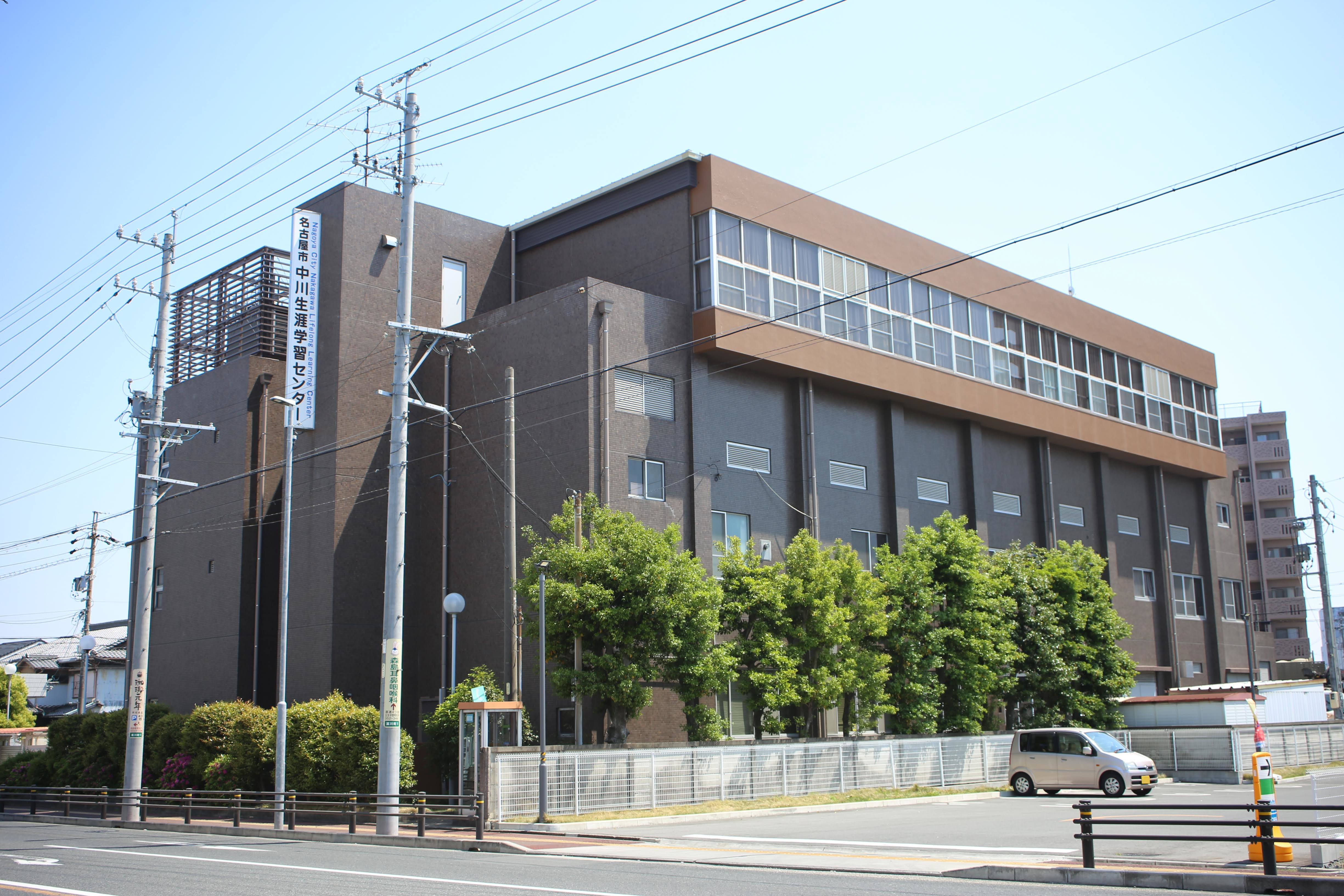
名古屋市中川生涯学習センター
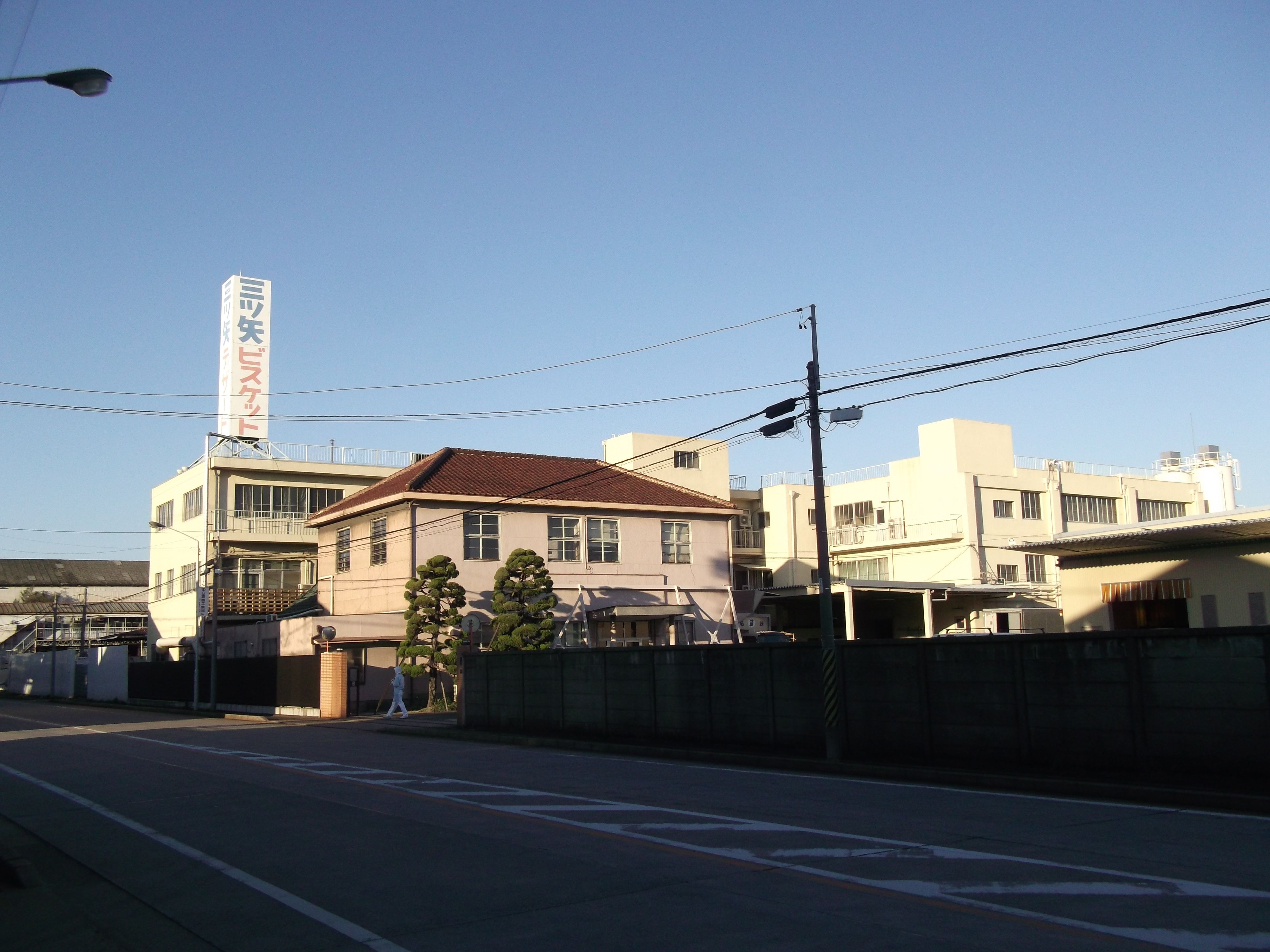
三ツ矢製菓本社

1丁目2番地の12。1978年（昭和53年）6月、中川社会教育センターとして設置。1997年（平成9年）4月、中川生涯学習センターと改称。2018年（平成30年）4月、指定管理者制度導入。鉄筋コンクリート3階建で、延床面積は2,074.24平方メートル。
- 名古屋市上下水道局 中川営業所
- 三ツ矢製菓

1927年（昭和2年）5月操業開始。
- 名古屋市中川生涯学習センター
- 三ツ矢製菓本社

## その他

### 日本郵便
- 郵便番号 : 454-0037[WEB 2]（集配局：中川郵便局[WEB 7]）。

### WEB
1. 1 2  “町・丁目(大字)別、年齢(10歳階級)別公簿人口(全市・区別)”.   名古屋市 (2019年1月23日). 2019年1月23日閲覧。
2. 1 2  “郵便番号”.  日本郵便. 2019年2月10日閲覧。
3. ↑  “市外局番の一覧”.   総務省. 2019年1月6日閲覧。
4. ↑  “中川区の町名一覧”.   名古屋市 (2015年10月21日). 2019年2月13日閲覧。
5. ↑  “市立小・中学校の通学区域一覧”.   名古屋市 (2018年11月10日). 2019年1月14日閲覧。
6. ↑  “平成29年度以降の愛知県公立高等学校（全日制課程）入学者選抜における通学区域並びに群及びグループ分け案について”.   愛知県教育委員会 (2015年2月16日). 2019年1月14日閲覧。
7. ↑  郵便番号簿 平成29年度版 - 日本郵便. 2019年02月10日閲覧 (PDF)

### 書籍
1. 1 2 3 4 5  名古屋市教育委員会事務局総務部企画経理課 2018, p. 218.
2. ↑  名古屋南部史刊行会 1952, p. 595.